# Calle Santa María de Gracia (Sevilla)
La calle Santa María de Gracia es una vía pública de la ciudad española de Sevilla.

## Descripción
La vía discurre desde la calle Tarifa hasta Rafael Padura, a la que se conecta tras cruzarse con Vargas Campos. Debe el título al ya desaparecido convento de Santa María de Gracia. Aparece descrita en la Noticia histórica del origen de los nombres de las calles de esta ciudad de Sevilla (1839) de Félix González de León con las siguientes palabras:

Calle de santa Maria de Gracia. Corresponde al mismo cuartel que las anteriores, y á la parroquia de san Miguel: se nombra así por estar situado en ella el convento de monjas Domínicas de este título, que fué fundado por doña Juana Fernandez, en unas casas propias suyas el año de 1525, bajo la regla de santo Domingo; continuó con mucho aumento, y despues con menoscabo hasta el dia 5 de mayo de 1837, que en cumplimiento de órden del gobierno fué reunido este convento con el de Madre de Dios, al cual pasaron sus monjas. Desde entonces el convento y la iglesia están arrendados á varios usos, y nada tiene esterior que observar. En esta calle estuvieron los jesuitas con su colegio desde el año de 1555 al de 1557, que se pasaron á la casa profesa. Frontero del convento de monjas huvo un teatro de operas italianas que duró hasta el año de 1763. Nada hay mas en esta calle que virtualmente son dos, la una muy ancha, aunque corta que pasa de la calle del Amor de Dios á la de la Campana, y la otra que principia en el mismo sitio y sale á la plaza del Duque por delante de la calle del Carpio.
(González de León, 1839, p. 356)